# Ruhije Zogu
Prinsessan Ruhije Zogu, född 1906, död 1948, var en albansk prinsessa, den femte av sex systrar till kung Ahmet Zogu av Albanien. Hon var dotter till Xhemal Pasha Zogolli, hövding av Mati, och Sadije Hanëm Zogolli. Vid hennes brors trontillträde 1928 fick hennes mor titeln drottningmoder, medan hennes halvbror Xhelal blev prins, och hon själv och hennes fem systrar fick titeln prinsessa. Hon var en ofta sedd person i det offentliga livet under sin brors regeringstid, och hennes representativa uppgifter handlade främst om kvinnors rättigheter och utbildningsfrågor.  
Medan kungens två äldre systrar, Adile Zogu och Nafije Zogu, levde mycket tillbakadragna liv, gav han sina fyra yngre systrar en offentlig roll. I sin strävan att modernisera Albanien, ville han att de skulle utgöra offentliga exempel och förebilder för den moderna kvinnan i Albanien.  
Prinsessorna Senije Zogu, Myzejen Zogu, Ruhije Zogu och Maxhide Zogu fick därför resa på bildningsresor till västra Europa, där de blev kända för sina dyrbara shoppingvanor. De undervisades i språk, piano och dans, ägnade sig åt ridning och tillbringade sommaren i sommarpalatset i Durazzo. De fick också offentliga uppgifter inom den kungliga representationen: Senije ägnade sig åt hälsovård och blev ordförande för Albanska Röda korset, Ruhije fick ägna sig åt utbildning och jämställdhet, Myzejen fick uppgifter kring kultur, och Maxhide tilldelades representationen kring idrott. 
När kungen år 1937 förbjöd slöjan i Albanien, såg han till att hans systrar figurerade offentligt och fotograferades under sin representation, modern klädda och utan slöjor, för att utgöra ett exempel för andra kvinnor i samhällslivet. De tre yngsta systrarna gjorde 1938 en resa till USA, där de blev mycket uppmärksammade, och sedan också en rundresa i Europa.    
Vid andra världskrigets utbrott 1939 lämnade hon tillsammans med den övriga kungafamiljen Albanien och flyttade till Storbritannien. Hon levde sedan med Zog och den övriga före detta kungliga familjen under deras vistelse i Egypten från 1946, där hon avled. Ruhije drabbades 1939 av cancer, som hon trots operationer aldrig hämtade sig från. 